# Монмюра
Монмюра́ (фр. и окс. Montmurat) — коммуна во Франции, находится в регионе Овернь. Департамент — Канталь. Входит в состав кантона Мор. Округ коммуны — Орийак.
Код INSEE коммуны — 15133.
Коммуна расположена приблизительно в 470 км к югу от Парижа, в 150 км юго-западнее Клермон-Феррана, в 38 км к юго-западу от Орийака.

## Население
Население коммуны на 2008 год составляло 146 человек.
| 1962 | 1968 | 1975 | 1982 | 1990 | 1999 | 2008 |
| ---- | ---- | ---- | ---- | ---- | ---- | ---- |
| 126  | 136  | 142  | 148  | 116  | 133  | 146  |

## Экономика

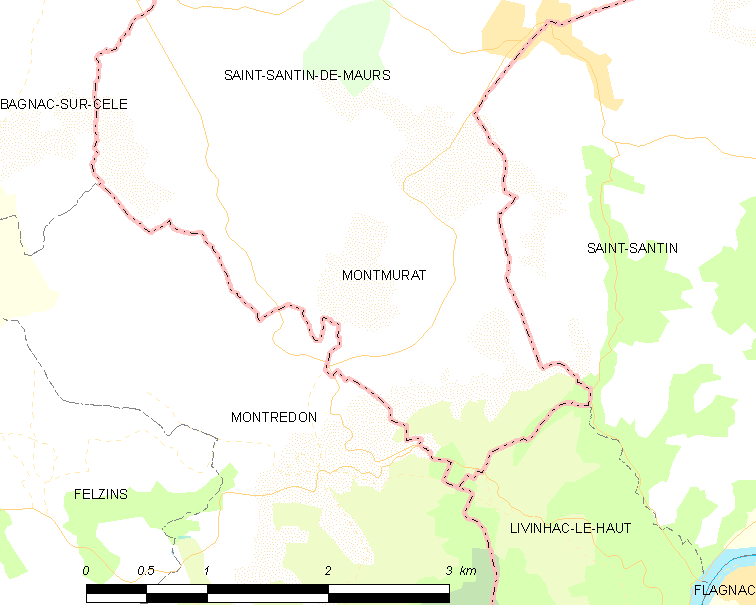
Карта коммуны

В 2007 году среди 92 человек в трудоспособном возрасте (15—64 лет) 71 были экономически активными, 21 — неактивными (показатель активности — 77,2 %, в 1999 году было 69,7 %). Из 71 активных работали 59 человек (35 мужчин и 24 женщины), безработных было 12 (6 мужчин и 6 женщин). Среди 21 неактивных 5 человек были учениками или студентами, 5 — пенсионерами, 11 были неактивными по другим причинам.

## Достопримечательности
- Церковь Сент-Мари (XI—XII века). Памятник истории с 2004 года[3]